# Kriszta Incze
Kriszta Tünde Incze (n. 15 mai 1996, Sfântu Gheorghe, Covasna, România) este o luptătoare în stil liber română.

## Carieră
În 2019, a reprezentat România la Jocurile Europene din 2019 de la Minsk, Belarus, unde a câștigat o medalie de bronz la proba de 62 kg. În plus, a câștigat medalia de argint la proba de 65 kg la Campionatele Europene de Lupte din 2019 desfășurate la București. În finală, ea a pierdut în fața lui Elis Manolova⁠(d) din Azerbaidjan.
În martie 2021, a concurat la Turneul European de Calificare de la Budapesta, sperând să se califice la Jocurile Olimpice de vară din 2020 de la Tokyo. Nu s-a calificat întrucât a fost eliminată în al doilea meci de Elif Jale Yeșilırmak din Turcia. O lună mai târziu, a câștigat medalia de bronz la proba de 65 kg la Campionatele Europene de Lupte din 2021 desfășurate la Varșovia. Nu a reușit să se califice pentru Jocurile Olimpice nici la Turneul Mondial de Calificare Olimpică desfășurat la Sofia, Bulgaria. Cu toate acestea, deoarece Coreea de Nord s-a retras de la Jocurile Olimpice de vară din 2020, Incze a primit un loc pentru a concura la proba feminină de 62 kg în locul lui Rim Jong-sim. La Tokyo s-a clasat pe locul 8.

## Rezultate majore
| An   | Turneu                  | Loc                       | Rezultat | Eveniment   |
| ---- | ----------------------- | ------------------------- | -------- | ----------- |
| 2017 | Jeux de la Francophonie | Abidjan, Coasta de Fildeș | 3        | 63 kg liber |
| 2019 | Campionatele Europene   | București, România        | 2        | 65 kg liber |
| 2019 | Jocurile Europene       | Minsk, Belarus            | 3        | 62 kg liber |
| 2021 | Campionatele Europene   | Varșovia, Polonia         | 3        | 65 kg liber |
| 2022 | Campionatele Europene   | Budapesta, Ungaria        | 3        | 65 kg liber |
| 2023 | Campionatele Europene   | Zagreb, Croația           | 3        | 65 kg liber |